# Süderbergland
Das Süderbergland, zuweilen auch als Südergebirge und Bergisch-Sauerländisches Gebirge bezeichnet, ist eine naturräumliche Haupteinheitengruppe (Kennzahl 33 bzw. D38) des Rheinischen Schiefergebirges in Nordrhein-Westfalen und im nordwestlichen Hessen. Es entspricht in etwa den historischen Regionen Sauerland, Bergisches Land, Siegerland und Wittgenstein in Nordrhein-Westfalen sowie dem Upland und dem äußersten Nordwesten des Hinterlandes in Hessen.

## Zugehörige Mittelgebirge
Zum Süderbergland zählen mehrere in sich geschlossene Höhenzüge, die landläufig größtenteils unter dem Begriff „Sauerland“ geführt werden – sortiert nach Höhe in Meter (m) über Normalhöhennull (NHN):
- Rothaargebirge (Langenberg, 843,2 m)
- Saalhauser Berge (Himberg, 688,5 m)
- Ebbegebirge (Nordhelle, 663,3 m)
- Lennegebirge (Homert, 656,1 m)
- Plackwald (581,5 m)

In Aufzählungen der Gebirgszüge wird oft auch das Bergische Land mit 519,2 m Höhe auf der Homert angegeben. Indes handelt es sich hierbei um einen Ausläufer des Ebbegebirges, während das historische Bergische Land ansonsten in der allmählichen Abflachung des Süderberglandes zum Rhein hin liegt.
In analoger Weise liegen die höchsten Erhebungen des historischen Siegerlandes (so der 677,7 m hohe Riemen) nicht im naturräumlichen Siegerland (siehe Haupteinheiten), sondern im Rothaargebirge. Und die 633 m hohe Alte Burg liegt zwar, auch naturräumlich, im Siegerland, ist jedoch nicht die höchste Erhebung eines eigenständigen Höhenzuges, sondern Teil der Siegerländer Rothaar-Vorhöhen, die das Rothaargebirge nach Westen abdachen.
Das Hessische Upland wiederum ist Teil des Rothaargebirges und seines östlichen Gebirgsrandes.

## Naturräumliche Gliederung
Das Süderbergland wurde im Jahr 1957 in der 4./5. Lieferung des Handbuchs der naturräumlichen Gliederung Deutschlands (S. 481–525) durch Wilhelm Hartnack beschrieben und in dreistellige Haupteinheiten gegliedert, wobei die drei Bergischen Haupteinheiten 3371 (damals noch 337), 338 und 339 (S. 517 ff) von Adolf Schüttler beschrieben wurden. Eine Kartierung und Nummerierung war bereits 1954 erfolgt und wurde im Jahr 1960 modifiziert. Eine feinere Gliederung (Nachkommastellen) erfolgte durch die Einzelblätter 1:200.000 125 Marburg (Gerhard Sandner 1960), 108/109 Düsseldorf/Erkelenz (K. Paffen, A. Schüttler, H. Müller-Miny 1963), 111 Arolsen (Martin Bürgener 1963), 110 Arnsberg (Martin Bürgener 1969), 124 Siegen (H. Fischer 1972) und 122/123 Köln/Aachen (E. Glässer 1978).
Es gliedert sich wie folgt in Haupteinheiten (dreistellige Kennziffern) und feinere Einheiten (Nachkommastellen, wobei hier feinere Einheiten nur angegeben sind, wenn die Einheit mit einer Nachkommastelle namentlich nicht etabliert ist):
- 33 Süderbergland
  - 330 Mittelsieg-Bergland
    - 330.0 Südliches Mittelsieg-Bergland (mit Leuscheid und Kroppacher Schweiz)
    - 330.1 Mittelsiegtal
    - 330.2 Nördliches Mittelsieg-Bergland (mit Nutscheid)

  - 331 Siegerland
    - 331.0 Nordsiegerländer Bergland
    - 331.1 Hilchenbacher Winkel
    - 331.2 Siegerländer Rothaar-Vorhöhen
    - 331.3 Hellerbergland
    - 331.4 Niederschelden-Betzdorfer Siegtal
    - 331.5 Giebelwald

  - 332 Ostsauerländer Gebirgsrand
    - 332.0 Sackpfeifen-Vorhöhen
    - 332.1 Hinterländer Ederbergland
      - 332.10 Hatzfelder Bergland
      - 332.11 Elbrighäuser Wald
      - 332.12 Battenberger Riegel

    - 332.2 Frankenberger Grund
    - 332.3 Waldstruth
      - 332.30 Breite Struth
      - 332.31 (Sachsenberger) Leimestruth
      - 332.32 Hessensteiner Wald
      - 332.33 Örksche Schweiz
      - 332.34 Aarstruth

    - 332.4 Medebacher Bucht
    - 332.5 Grafschafter Bergland
      - 332.50 Eschenberg-Eisenbergrücken (mit Epper Paß)
        - Eschenberg (535 m)
        - Eisenberg (560 m)
        - Epper Pass

      - 332.51 Hardt und Wipperberg
        - Hardt (bis 630,5 m)
        - Heimberg (537,7 m)
        - Wipperberg (bis 543 m)

      - 332.52 Grafschafter Kammer (mit Upländer Tor)
      - 332.53 Hohe Rade, Südostabdachung von 333.91 ohne scharfe Trennlinie (bis gut 570 m)

    - 332.6 (Vorupländer) Adorfer Bucht
    - 332.7 Diemel-Bergland
      - 332.70 Padberger Schweiz
      - 332.71 Bredelarer Kammer

  - 333 Rothaargebirge (mit Hochsauerland)
    - 333.0 Dill-Lahn-Eder-Quellgebiet
      - 333.00 Kalteiche (mit Haincher Höhe) (bis 641,1 m)
      - 333.01 Ederkopf-Lahnkopf-Rücken[3][4] (bis 694,1 m)

    - 333.1 Wittgensteiner Kammer
    - 333.2 Wittgensteiner Lahnbergland (Südwittgensteiner Bergland, Wittgensteiner Bergland;[5] bis über 680 m)
    - 333.3 Sackpfeife (674 m)
    - 333.4 Westrothaarhöhen
      - 333.40 Brachthäuser Hohe Waldberge (bis 656,2 m)
      - 333.41 Westliche (Rüsper) Rothaar (bis 756,3 m)
      - 333.42 Auer Ederbergland

    - 333.5 Winterberger Hochland
      - 333.50 Wilde Struth (südwestliche Abdachung der Ziegenhelle, bis 728,1 m; Haiskopf)
      - 333.51 Ziegenhelle (bis 815,9 m)
      - 333.52 Östliche (Kühhuder) Rothaar (im weiteren Sinne)
      - 333.53 Langewiese
      - 333.54 Astenberg (bis 841,9 m)
      - 333.55 Hunau (bis 818,5 m)
      - 333.56 Harfeld (Winterberger Hochmulde)
      - 333.57 Nordheller Höhen
      - 333.58 Langenberg (bis 843,2 m; Langenberg)

    - 333.6 Lennekessel (bis 764,7 m; Vorderster Hoher Knochen)
    - 333.7 Hohe Seite (bis 792,2 m; Reetsberg)
    - 333.8 Hochsauerländer Schluchtgebirge
      - 333.80 Bödefelder Mulde (mit Assinghauser Grund)
        - Bödefelder Mulde
        - Assinghauser Grund

      - 333.81 Ramsbecker Rücken und Schluchten (bis 744,8 m)
      - 333.82 Schellhorn- und Treiswald (bis 806,1 m)
      - 333.83 Habuch (bis 670,2 m)
      - 333.84 Henneborner Täler und Rücken (bis 653,6 m)

    - 333.9 Upland
      - 333.90 Inneres Upland (bis gut 740 m)
      - 333.91 Vorderupländer Rücken (bis 634,7 m)

  - 334 Nordsauerländer Oberland
    - 334.0 Sunderner Wälder
    - 334.1 Oeventroper Ruhrtal
    - 334.2 Unterer Arnsberger Wald
    - 334.3 Oberer Arnsberger Wald
    - 334.4 Warsteiner Hügelland
    - 334.5 Plackwald
    - 334.6 Obermöhne- und Almewald
    - 334.7 Briloner Land
    - 334.8 Fürstenberger Wald

  - 335 Sauerländer Senken
    - 335.0 Oberruhrgesenke
    - 335.1 Fredeburger Kammer
    - 335.2 Attendorn-Elsper Kalksenken
    - 335.3 Kobbenroder Riegel
    - 335.4 Eslohe-Reister Senke
    - 335.5 Mescheder Kammer
    - 335.6 Hellefelder Senken (mit Hardtbergkette)
    - 335.7 Oberhönnewinkel

  - 3361 Märkisches Oberland
    - 3361.0 Breckerfelder Hochfläche
    - 3361.1 Hagener Randhöhen
    - 3361.2 Volme-, Nahmer- und Lennetalschluchten
    - 3361.3 Hülscheider Hochflächen
    - 3361.4 Ihmerthochfläche
    - 3361.5 Iserlohner und Balver Höhenrand
    - 3361.6 Halver-Lüdenscheider Hochflächen
    - 3361.7 Werdohler Lennetal
    - 3361.8 Neuenrader Hochflur
    - 3361.9 Kiersper Bucht

  - 3362 Südsauerländer Bergland
    - 3362.0 Ebbegebirge
    - 3362.1 Rönkhauser Lennetal
    - 3362.2/3 Lennegebirge
      - 3362.2 Homertrücken
      - 3362.3 Grevensteiner Berge

    - 3362.4 Mittelbiggebergland
    - 3362.5 Südsauerländer Rothaarvorhöhen (mit Saalhauser Bergen)
    - 3362.6 Oberbigge-Hochfläche

  - 3371 Niederbergisch-Märkisches Hügelland
    - 3371.0 Niederbergische Höhenterrassen
    - 3371.1 Bergisch-Märkisches Hügelland
    - 3371.2 Ruhrtal
    - 3371.3 Wuppertaler Senke
    - 3371.4 Ardeypforte
    - 3371.5 Ardey

  - 3372 Niedersauerland
    - 3372.0 Unteres Ennepetal
    - 3372.1 Hagener Tälerkessel
    - 3372.2 Fröndenberger Hohenheide
    - 3372.3 Mittelruhrsenke
    - 3372.4 Niedersauerländer Heiden
    - 3372.5 Neheimer Ruhrtal
    - 3372.6 Fürstenberg
    - 3372.7 Iserlohner Vorhöhen (Seilerhöhen)
    - 3372.8 Hachener Kuppenland
    - 3372.9 Iserlohner Kalksenken

  - 338 Bergische Hochflächen
    - 338.0 Mittelbergische Hochflächen
    - 338.1 Nordbergische Hochflächen
    - 338.2 Südbergische Hochfläche
    - 338.3 Wipperquellgebiet
    - 338.4 Agger-Sülz-Hochflächen
    - 338.5 Mucher Hochfläche
    - 338.6 Wahlscheid-Seelscheider Lößgebiet
    - 338.7 Brölhochfläche

  - 339 Bergland der Oberen Agger und Wiehl
    - 339.0 Oberaggerbergland
    - 339.1 Oberaggertal
    - 339.2 Wiehlbergland
    - 339.3 Heckberger Wald
    - 339.4 Oberwiehlbergland

Die Einheiten 3361 und 3362 werden zusammen auch Westsauerländer Oberland (336), die Einheiten 3371 und 3372 auch Bergisch-Sauerländisches Unterland genannt. Indes sind diese Begriffsfindungen dem Problem geschuldet, dass das dekadische System nur 10 dreistellige Kennziffern zulässt, das Süderbergland jedoch über 12 Haupteinheiten verfügt.

## Die Haupteinheiten im Einzelnen
Das Süderbergland ist eine flächenmäßig vergleichsweise umfangreiche naturräumliche Haupteinheitengruppe. Dennoch verlaufen die Reliefwechsel von einer Haupteinheit in die nächste zumeist sanft, wobei lediglich die Ostabdachung des Höhenschwerpunktes Rothaargebirge vergleichsweise schroff verläuft. Eine von weitem erkennbare „Skyline“ hat entsprechend keiner der inneren Höhenzüge, dafür aber – neben dem Rothaargebirge von (Süd-)Osten aus – noch der deutlich flachere Obere Arnsberger Wald von der nördlich gelegenen Westfälischen Bucht aus. Östlich, nördlich und südlich des zentralen Ebbegebirges nehmen daher die Höhen sehr unauffällig ab.

### Mittelsieg-Bergland
Das Mittelsieg-Bergland (Haupteinheit 330) liegt zu etwa seiner östlichen Hälfte in Rheinland-Pfalz, zur westlichen im Bergischen (Nordrhein-Westfalen). Es folgt dem Lauf der Sieg in Ost-West-Richtung in etwa vom Gemeindegebiet Mittelhof östlich Wissens bis Hennef. Das Siegtal teilt das Bergland beiderseits des Flusses in einen nördlichen, den Westerwald abdachenden und einen südlichen Teil.

### Siegerland
Das naturräumliche Siegerland (Haupteinheit 331) liegt etwas südwestlicher als das historische. Während Teile des Nordostens Kreuztals, der Osten Hilchenbachs und der äußerste Osten Netphens dem Rothaargebirge zugerechnet werden, wird der Nordosten des Landkreises Altenkirchen in Rheinland-Pfalz naturräumlich noch zum Siegerland gezählt.
Das Tal der Sieg zerteilt das Siegerland in einen Nordwest- und einen Südostteil. Die Siegerländer Rothaar-Vorhöhen im Osten des Südost-Teiles werden an der Alten Burg bis 633 m hoch und gehen nach Osten unmittelbar ins Rothaargebirge über.

### Ostsauerländer Gebirgsrand
Der größtenteils in Hessen liegende Ostsauerländer Gebirgsrand (Haupteinheit 332) stellt die (nördliche Süd-)Ostabdachung des Rothaargebirges zum Westhessischen Bergland dar. Manche Teillandschaften – wie z. B. die Medebacher Bucht – sind landwirtschaftlich geprägt, andere sind als Waldgebiete nur von Höhenlagen und Relief her von den sich unmittelbar westlich anschließenden Teilen des Rothaargebirges zu unterscheiden.

### Rothaargebirge
Das bis 843,2 m hohe Rothaargebirge (Haupteinheit 333) bildet den Höhenschwerpunkt des Süderberglandes. Es reicht vom Osten des historischen Siegerlandes im Westen bis weit nach Hessen ins Upland und ins Hessische Hinterland, ein Südwestausläufer zur Kalteiche berührt an der Nahtlinie der drei beteiligten Bundesländer gar fast den Westerwald.

### Nordsauerländer Oberland
Das Nordsauerländer Oberland (Haupteinheit 334) umfasst den Nordosten des Süderberglandes um Arnsberg, Sundern und Warstein an der nördlichen Nahtlinie zum Haarstrang. An der Plackweghöhe im Plackwald ist es bis 581,5 m hoch.

### Sauerländer Senken
Die Sauerländer Senken (Haupteinheit 335) sind ein in sich zusammenhängendes, von Hügelland geprägtes Gebiet um Meschede. Entgegen dem Namen finden sich auch Erhebungen bis knapp über 600 m Höhe innerhalb der Senken.
Das Gebiet der Sauerländer Senken zieht sich vom oberen Mittellauf der Ruhr bei Meschede aus nordöstlich bis kurz vor Brilon, während sich beiderseits des Lennegebirges ein westlicher Zipfel bis etwa Balve und Neuenrade zieht, ein südwestlicher (Wenne und Lenne mit Elspe) bis Attendorn. Insbesondere trennen die Senken das (südlich gelegene) Rothaargebirge vom Nordsauerländer Oberland und den westlicheren Teilen des Westsauerländer Oberlandes (s. u.).

### Märkisches Oberland
Das Märkische Oberland (Haupteinheit 3361) erstreckt sich am Mittellauf der Lenne zwischen Plettenberg und Hohenlimburg, am Lauf der Volme bis Hagen und am Lauf der Ennepe bis (Ennepetal-)Milspe. Von den beiden mit Abstand größten märkischen Städten liegt Lüdenscheid innerhalb dieser Haupteinheit und Iserlohn nördlich knapp außerhalb.

### Südsauerländer Bergland
Zum Südsauerländer Bergland (Haupteinheit 3362) gehören insbesondere die bis über 688,5 m hohen Höhenzüge Saalhauser Berge, Ebbegebirge und Lennegebirge. Während Ebbe- und Lennegebirge im Grunde einen einzigen, durch die Lenne in West- und Ostteil getrennten Höhenzug darstellen, können die Südsauerländer Rothaarvorhöhen mit den Saalhauser Bergen fast noch als ein Nordwestausläufer des Rothaargebirges angesehen werden.
Innerhalb der Haupteinheit liegt der Biggesee.

### Niederbergisch-Märkisches Hügelland
Das Niederbergisch-Märkische Hügelland (Haupteinheit 3371) stellt den nordwestlichsten Teil des Süderberglandes an der Nahtlinie zum Westenhellweg (im Norden) und zu der Bergischen Heideterrasse (Wahner Heide) (im Westen) dar. Im südlichen Ruhrgebiet ist insbesondere das Ardeygebirge bekannt.
Die Landschaft berührt das Ruhrgebiet südlich der Linie (von Ost nach West) Witten–Bochum–Essen und stößt nach Westen bis ins Düsseldorfer Stadtgebiet. Im Südosten liegt, weitgehend außerhalb, die Stadt Hagen, im mittleren Süden wird in etwa die Nordhälfte Wuppertals eingenommen.

### Niedersauerland
Das Niedersauerland (Haupteinheit 3372) stellt die Nord-Abdachung des Südsauerländer Oberlandes bzw. des Märkischen Oberlandes zur Westfälischen Bucht dar. Es schließt sich ab der Ruhraue bei Neheim-Hüsten westlich an den Oberen Arnsberger Wald an und grenzt nördlich, wie auch der Letztgenannte, an den Haarstrang. Während das Bergland nördlich der Ruhr schroff abbricht, enthält es linksruhrisch die Mündungsläufe von Röhr, Sorpe (mit Sorpesee), Hönne, Lenne, Volme und Ennepe sowie unter anderem die Orte Menden, Hemer und Iserlohn.

### Bergische Hochflächen
Die Bergischen Hochflächen (Haupteinheit 338) stellen das Kernland des am Oberlauf der Wupper orientierten Niederbergischen Landes dar. Sie grenzen im Westen unmittelbar an die Kölner Bucht.

### Bergland der Oberen Agger und Wiehl
Das Bergland der Oberen Agger und Wiehl (Haupteinheit 339) ist eine kleinere naturräumliche Haupteinheit im Oberbergischen, im Süden bis Südosten des Bergischen Landes. Zentrales Fließgewässer ist die zur Sieg entwässernde Agger. Das Relief des Berglandes ist abwechslungsreicher als das der nordwestlich angrenzenden Bergischen Hochflächen. Höchste Erhebung ist der Unnenberg mit 506 m ü. NHN.

## Angrenzende Haupteinheitengruppen
Nördlich geht das Süderbergland in die Westfälische Bucht (54 = D34) über, im äußersten Nordosten ins Obere Weserbergland (36, Teil des Niedersächsischen Berglandes D36).
Im Osten schließt sich das Westhessische Bergland (34) an, nach Süden der Westerwald (32 = D39).
Die Rheinebene als westliche Begrenzung teilt sich auf in das Mittelrheingebiet (29 = D44, äußerster Südwesten) sowie die Kölner Bucht (55, Westen) und das Niederrheinische Tiefland (57, Nordwesten), die zusammen D35 bilden.